# Алиханян, Арутюн Абрамович
Арутюн Абрамович Алиханян (Алиханьян; 1896—1941) — советский востоковед и кавказовед.

## Биография
Арутюн Алиханян родился 29 июля 1896 года в Тифлисе семье мелкого торговца. Рано стал сиротой, воспитывался у родственников. В 1917 году окончил Тифлисскую армянскую духовную семинарию и поступил на факультет восточных языков Петроградского университета. Учился у Н. Я. Марра. Проучился на факультете 3,5 года, однако не окончил образование. В 1918 году параллельно с учёбой работал письмоводителем в канцелярии Совета по управлению имуществом армянянских церквей. С 1919 года служил в Археологической комиссии. В 1920—1921 годах заведовал общежитием научных работников Петроградского университета. Работал наборщиком в типографии Академии наук и заведующим переплётной мастерской Коммунистического университета им. Г. Е. Зиновьева. С 1920 года — лектор армянского языка в Петроградском университете, в 1926—1930 — доцент. В 1926—1930 годах преподавал армянский язык в ЛИЖВЯ. В 1932—1935 годах преподавал в ГАИМК новоармянский и староармянский язык, а также армянскую культуру.
С 1926 года — внештатный сотрудник Восточного отделения Публичной библиотеки. С 1927 года — штатный сотрудник в качестве совместителя. С 1934 года — главный библиотекарь Восточного отделения.
В 1932 году был арестован «за связь с дашнакским движением», но вскоре освобождён. Был арестован вновь в 1938 году за «участие в контрреволюционной националистической дашнакской организации», освобождён через год с прекращением следствия по делу.
После начала Великой Отечественной войны стал бойцом рабочего отряда. Скончался 26 октября 1941 года.